# ساس‌واران
ساس‌واران (نام علمی: Cimicoidea) نام یک بالاخانواده از راسته نیم‌بالان است.